# 寧化県
寧化県（ねいかけん）は中華人民共和国福建省に位置する省直轄の県であり、しばらくの間、三明市の代理管轄下に置かれている。

## 歴史
667年（乾封2年）に黄連鎮が設置され、725年（開元13年）に県に昇格した。742年（天宝元年）に寧化県に改称される。1959年2月に清流県と合併し一時清寧県とされたが、1961年に再び分割され現在に至る。

## 行政区画
下部に11鎮、4郷、1民族郷を管轄する。
- 鎮
  - 翠江鎮、泉上鎮、湖村鎮、石壁鎮、曹坊鎮、安遠鎮、淮土鎮、安楽鎮、水茜鎮、城郊鎮、城南鎮
- 郷
  - 済村郷、方田郷、中沙郷、河竜郷
- 民族郷
  - 治平シェ族郷

## 交通

### 鉄道
- 中国国家鉄路集団
  - 興泉線（中国語版） 寧化駅
  - 建化線（中国語版） 寧化駅、水茜駅

### 道路
- 高速道路
  - 泉南高速道路